# Un premier amour
"Un premier amour" var vinnarlåten i Eurovision Song Contest 1962. Låten sjöngs på franska av Isabelle Aubret, och startade som nummer nio efter nederländernas De Spelbrekers med "Katinka" och före Norges Inger Jacobsen med "Kom sol, kom regn". När omröstningen var avslutad stod det klart att låten fått 26 poäng, och därmed hamnat främst bland de 16 deltagande bidragen.
Låten är en ballad om den "första kärleken".